# Ванеца (Падова)
Ванеца је насеље у Италији у округу Падова, региону Венето.
Према процени из 2011. у насељу је живело 45 становника. Насеље се налази на надморској висини од 0 м.